# 卡普利亞島
卡普利亞島是俄羅斯的島嶼，屬於北地群島的一部分，位於少先隊員島以北的喀拉海，由克拉斯諾亞爾斯克邊疆區負責管轄，長300米，島上無人居住。